# لورنا کاکیاتوره
لورنا کاکیاتوره (انگلیسی: Lorena Cacciatore؛ زادهٔ ۳۰ سپتامبر ۱۹۸۷) بازیگر اهل ایتالیا است.